# Iránykarakterisztika

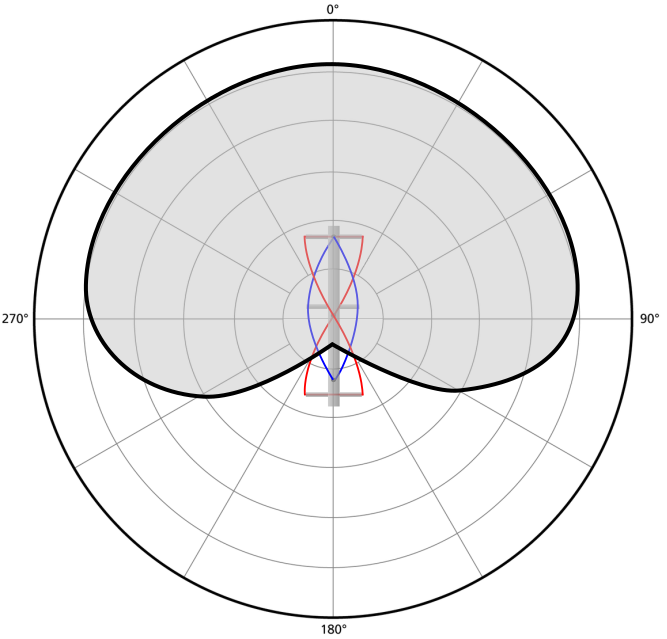
QFH antenna iránykarakterisztikája

Az iránykarakterisztika egy olyan függvény, amely 
- valamilyen eszköz által a térbe kisugárzott energia térbeli eloszlását határozza meg,
- valamilyen eszköz érzékenységét adja meg a tér különböző irányaiból érkező sugárzásokra

Iránykarakterisztikával olyan eszközöket szoktunk jellemezni, amely működése során a térbe sugároz ki energiát valamilyen formában, illetve a térből vesz fel energiát. Ilyen eszközök lehetnek:
- Hangtechnika: hangszórók, hangládák, mikrofonok
- Távközlési technika: antennák
- Világítástechnika: fényforrások, Izzólámpák, fotocellák, napelemek
- Egyéb eszközök: hősugárzó, hőlégfúvó

## Jelölések az iránykarakterisztika diagramján[2]
Az iránykarakterisztika általában egy polárkoordináta rendszerben ábrázolt görbe. Egy antennához legtöbbször két diagramot, vagy egy diagramon két görbét adnak meg:
- egy görbét az azimutális (vízszintes) síkon, φ oldalszög függvényében, a mért jelszint alapján
- egy görbét az elevációs (függőleges) síkon, a ϑ magassági szög függvényében.

Legtöbbször magát a sugárzó eszköz rajzát is feltüntetik az ábrán irányhelyesen.
Az azimutális és a vízszintes síkon a 0° általában a fő sugárzási iránynnak felel meg. Az azimutális ábrán a 0° a koordinátarendszer tetején van, az elevációs ábrán pedig a jobb vagy a bal oldalon. Az eleváviós síkon kétféle módon is ábrázolják az iránykarakterisztikát:
- elméleti iránykarakterisztika: a talajt nem jelölik, mivel a ideális térben, reflexiómentes környezetben értendő karakterisztikát ábrázolják.
- üzemi iránykarakterisztika: az eszköz telepítési helyén mért (vagy számított) iránykarakterisztika, az ábrán a talaj vonalát is feltüntetik.

## Irányjelleggörbe és iránytényező[2]
A sugárzó távoli térerősségének a térbeli iránytól való függését gömbkoordináták (φ, ϑ ) felhasználásával az r(φ, ϑ ), illetve az R(φ, ϑ ) irányjelleggörbével adjuk meg.
Az r(φ, ϑ ) a sugárzásnak valamilyen R(φ0, ϑ0 ) alapszintre vonatkoztatott mértéke
{\displaystyle r(\varphi ,\vartheta )={\frac {R(\varphi ,\vartheta )}{R(\varphi _{0},\vartheta _{0})}}}
Az alapszint többnyire R(φ, ϑ )max maximum, tehát  r(φ, ϑ )max =1
{\displaystyle D={\frac {\text{Az eszköz sugárzási erőssége fő sugárzási irányban}}{\text{ Az eszköz átlagos sugárzási erőssége}}}={\frac {U_{max}}{U_{0}}}}
Az eszköz iránytényezője meghatározható az alábbi képlet alapján:
{\displaystyle D\approx {\frac {41253}{\Delta \varphi \Delta \vartheta }}}
A Δφ és Δϑ az a szögtartomány, amelyben a mért térerősség nagyobb, mint a fő sugárzási irányban mért térerősség fele.

## Teljesítmény iránykarakterisztika
A tér különböző irányaiban {\displaystyle G(\vartheta ,\varphi )}a forrástól azonos távolságra lévő pontokon mért teljesítménysűrűség-viszonya a fő sugárzási irány teljesítménysűrűségéhez képest. Ezt a jellemzőt relatív, vagy normalizált térbeli iránykarakterisztikának is nevezik.
{\displaystyle G(\vartheta ,\varphi )={\frac {S(\vartheta ,\varphi )}{|S(\vartheta ,\varphi )_{max}|}}}

## Térerősség iránykarakterisztika
A forrástól azonos távolságokban (egy gömbfelület mentén) a forrás által létregozott térerősség viszonylagos értékét adja meg a térbeli sugárzási irány függvényében.
{\displaystyle F(\vartheta ,\varphi )={\frac {E(\vartheta ,\varphi )}{|E(\vartheta ,\varphi )_{max}|}}}
Mivel a térerősség a teljesítménysűrűség négyzetgyökével arányos, a térerősség-, illetve a teljesítmény-iránykarakterisztika közötti összefüggés az alábbi:
{\displaystyle F(\vartheta ,\varphi )={\sqrt {G(\vartheta ,\varphi )}}}

## Az iránykarakterisztikáról leolvasható jellemzők

### Félteljesítményű irányélességi szög (HPBW)[3]
Az eszköz félteljesítményű (-3 dB-es) irányélességi szöge (Θ), (φ,ϑ) a főnyaláb -3 dB-es relatív értékeinek - szögben megadott - távolsága. Az eszköz irányítottságának jellemzésére alkalmas. A sugárforrás a teljesítményének nagy részét a HPBW által meghatározott irányban adja le, illetve az érzékelő ebből a térrészből képes felvenni az energiát.
Antennáknál a félteljesítményű irányélességi szöget szokták megadni az antenna sugárzási szögeként, valamint ezt a szöget használják az antennanyereség meghatározásához, vagy az EIRP kiszámításához.

### Előre-hátra viszony (FBR, F/B)
Az előre-hátra viszony (front-to-back ratio, dB). Az eszköz előre-hátra viszonya megmutatja, hogy hányszor nagyobb jelet vesz fel, illetve ad le a fő sugárzási irányban, mint az azzal ellentétes irányban.